# La Nubienne
La Nubienne est une sculpture de Charles Cordier (1827-1905) réalisée en 1851.

## Description
Elle représente le buste d'une jeune femme de type d'Afrique subsaharienne, plus précisément de Nubie.
La reine Victoria achète une version du buste en même temps que son pendant masculin Le Nubien après leur présentation côte à côte à l'Exposition internationale de Londres de 1851.
Dès 1858, des exemplaires de ces deux œuvres entrent dans les collections du Musée d'art moderne André-Malraux du Havre, à l'issue de l'exposition organisée par la Société des amis des arts.
Un autre exemplaire de La Nubienne en bronze mais avec des créoles (boucles d'oreilles) en or, appelé Vénus africaine existe au Walter Art Museum de Baltimore.

## Exposition
- Le Modèle noir, de Géricault à Matisse, Paris, New-York, Pointe-à-Pitre, 2019

## Galerie d'images

La Nubienne de Charles Cordier sous différents angles - 1851
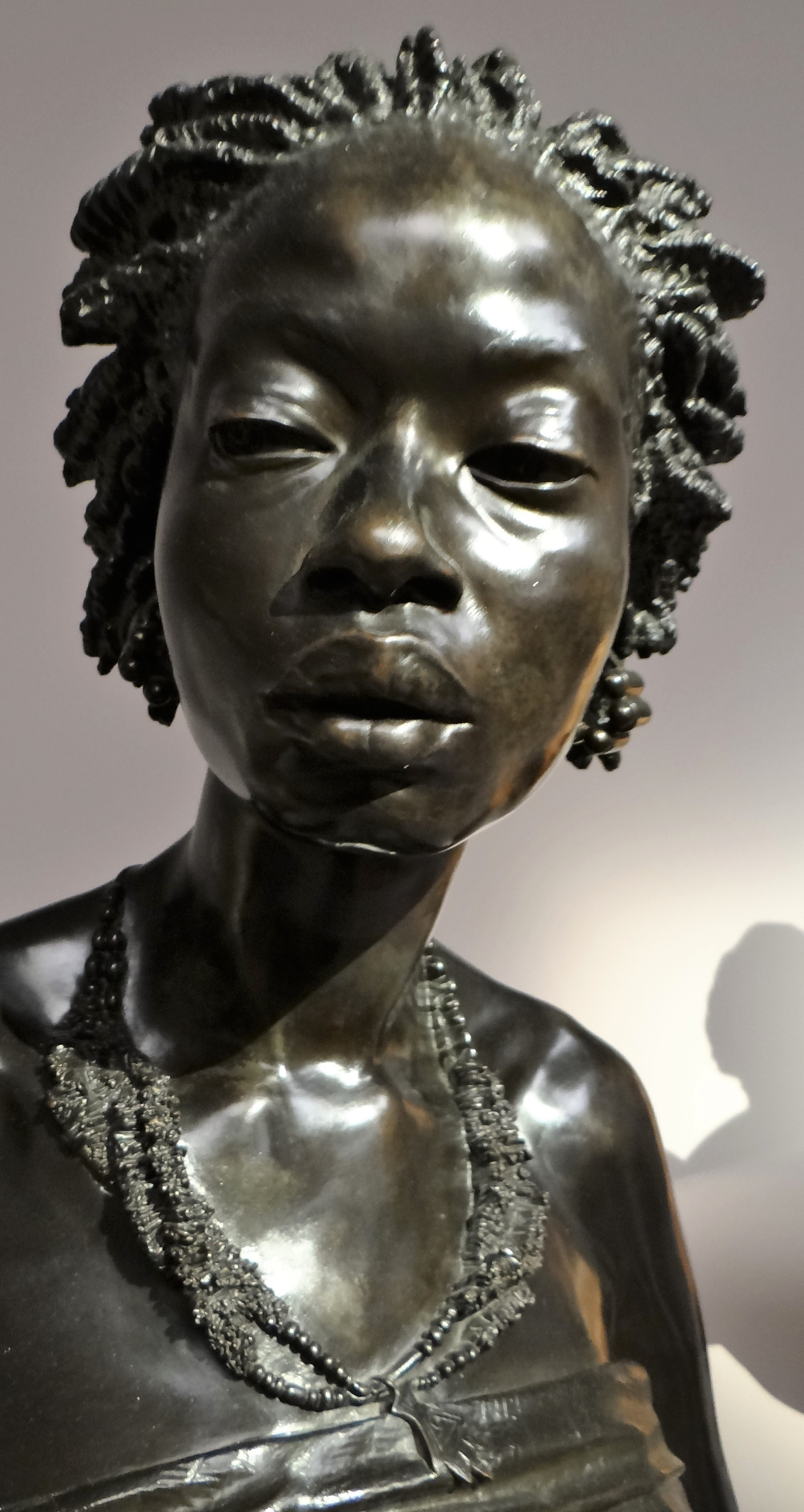
Vue de face.
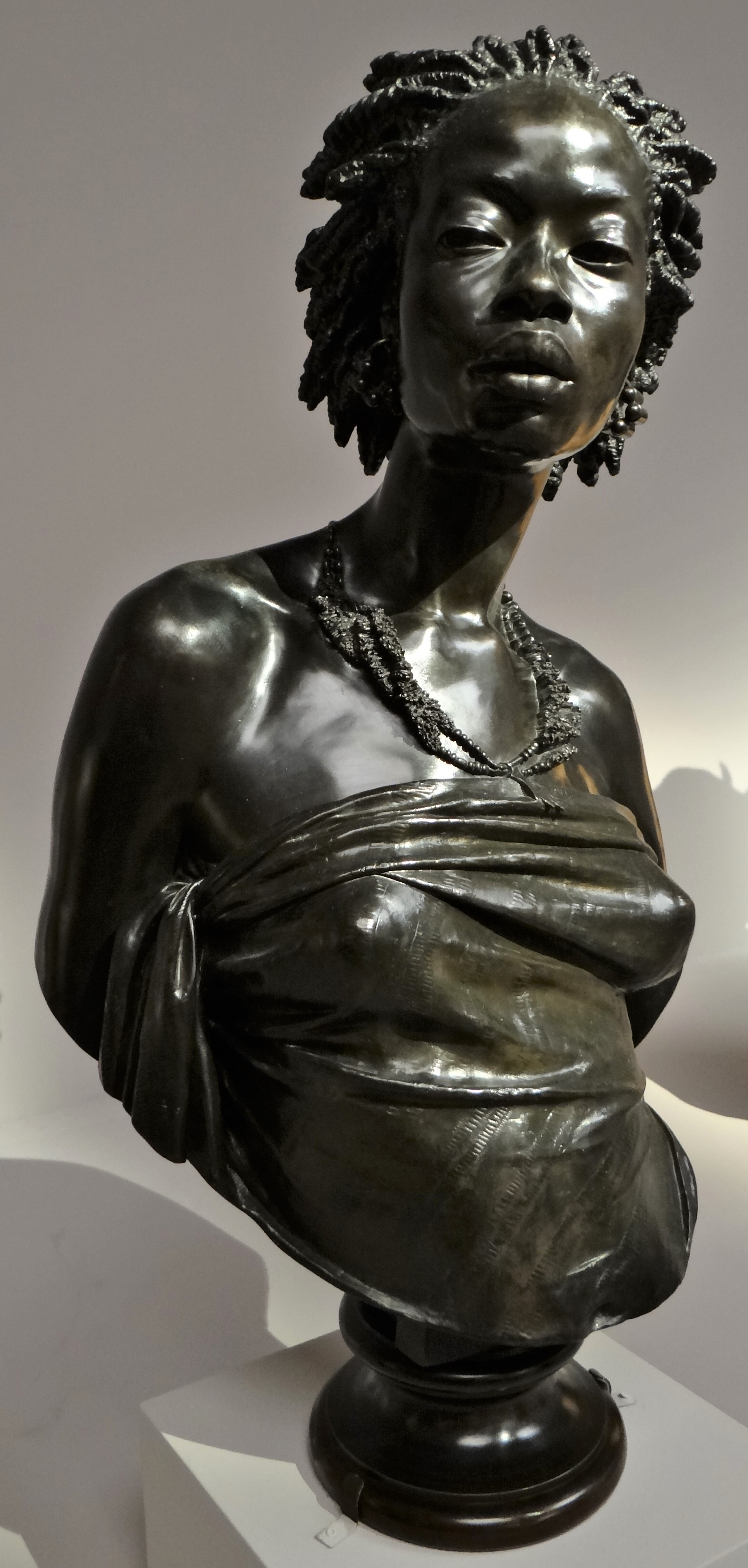
Vue de face.
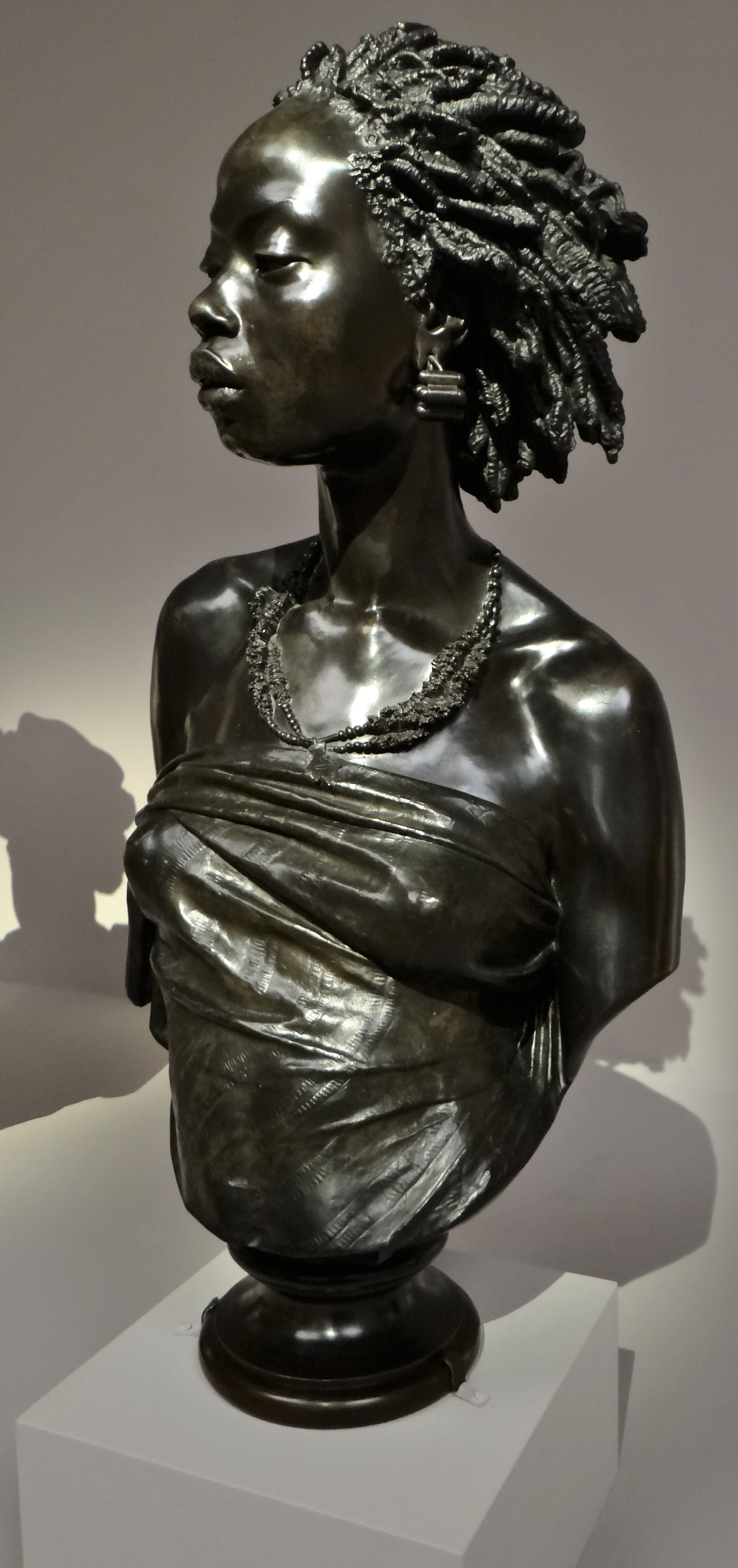
Vue des trois-quarts.
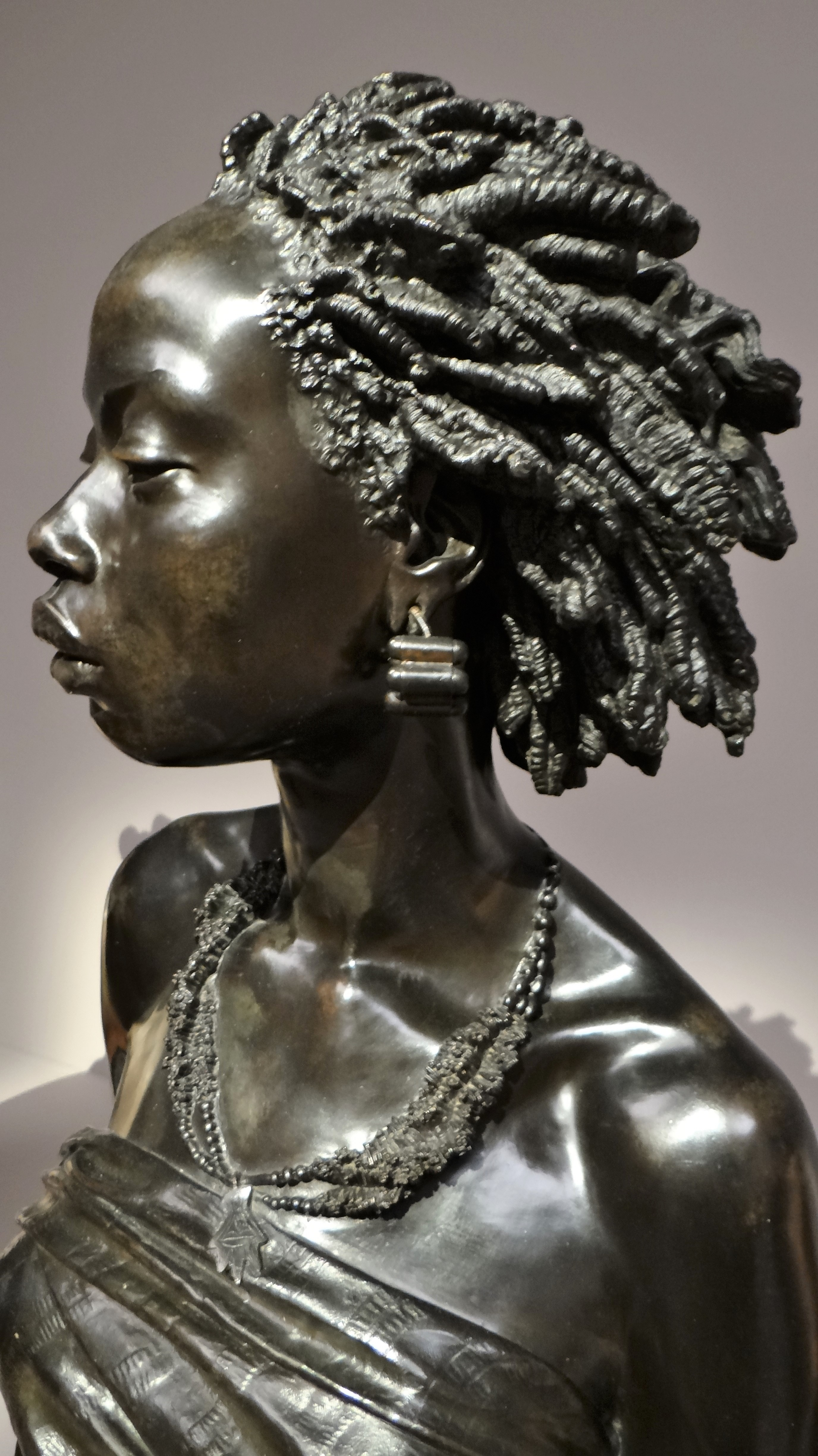
Vue de profil gauche.